# Genius Bar

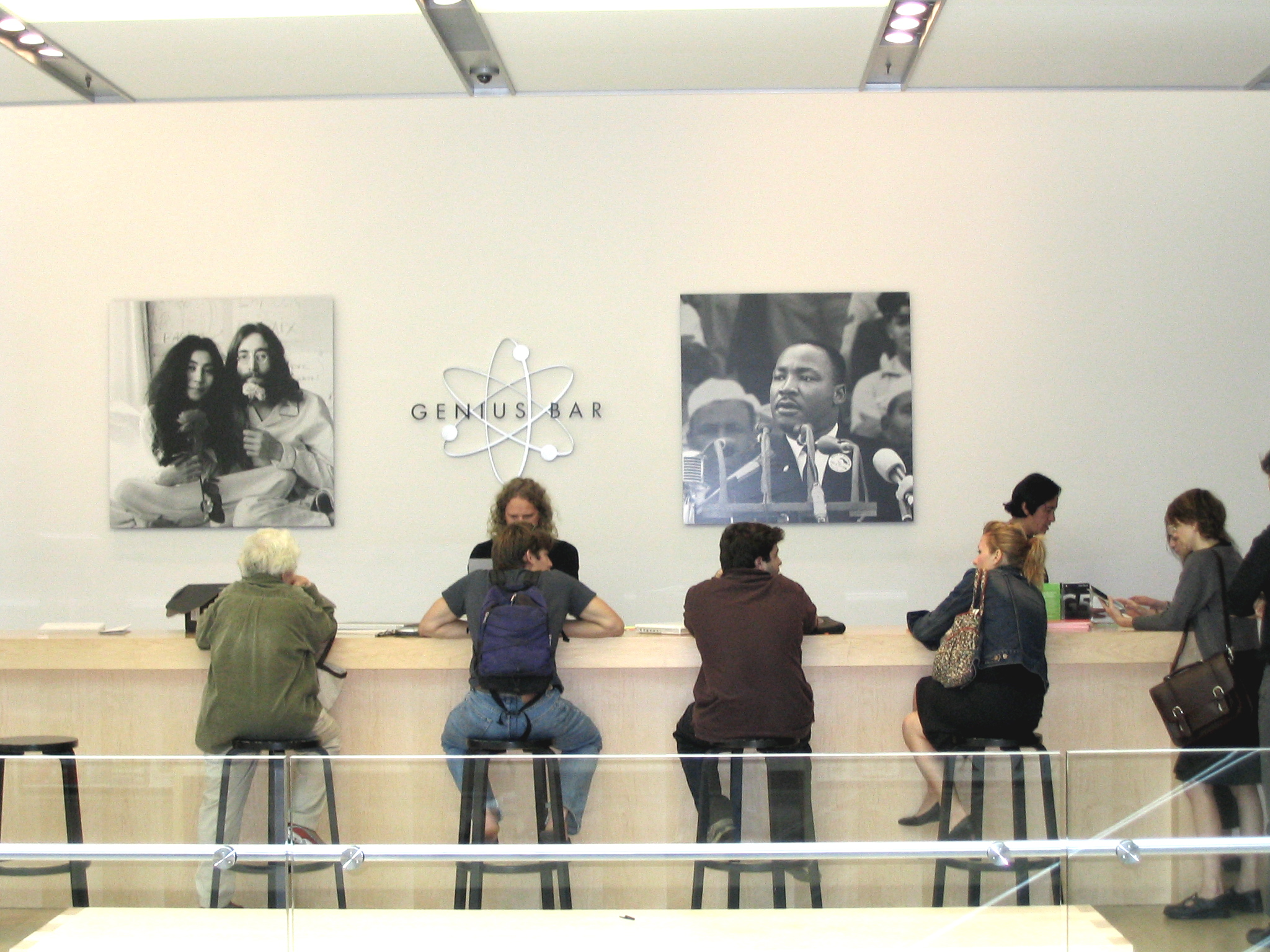
Genius Bar в Нью-Йоркском Apple Store (2003)

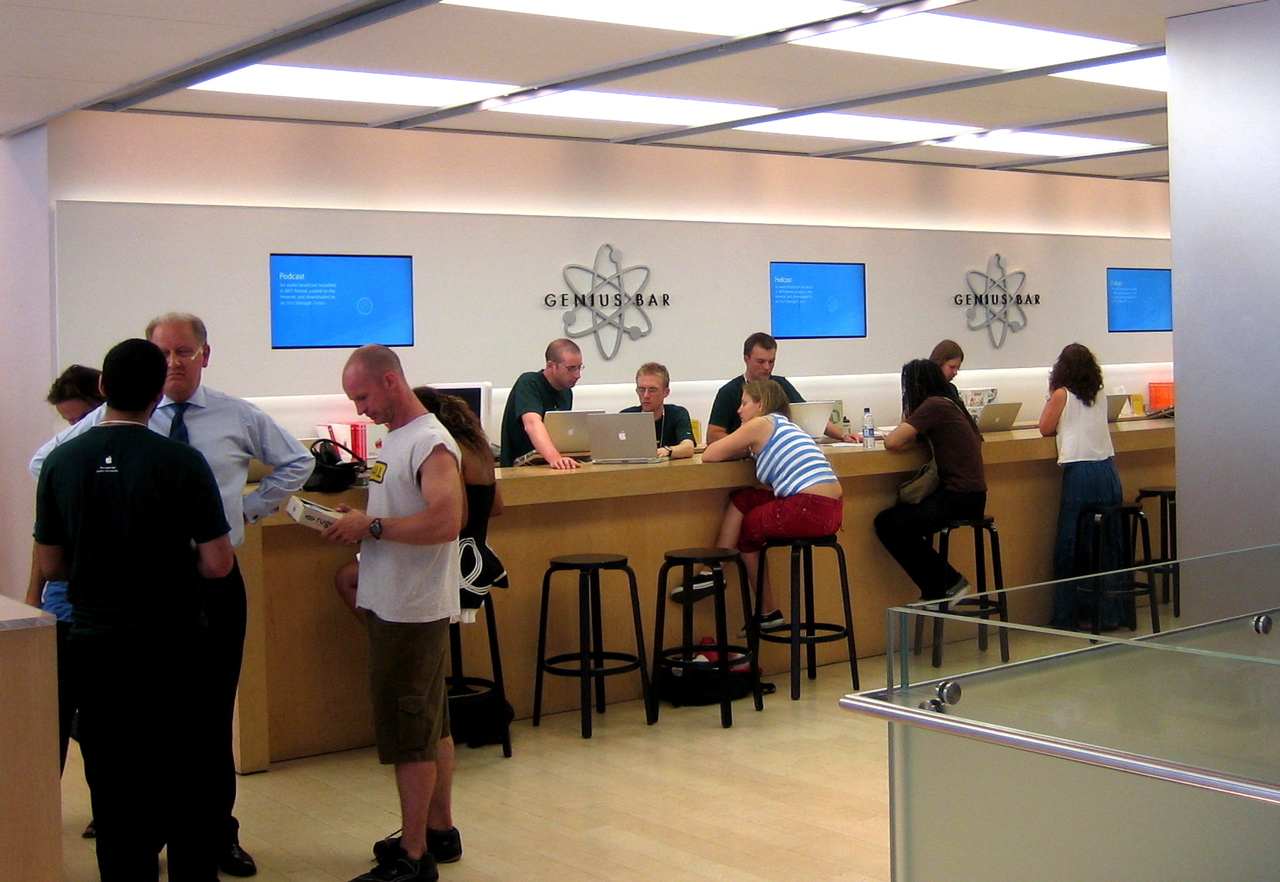
Genius Bar в Лондоне

Genius Bar — специальная секция в сети розничных магазинов Apple Store, отведённая для бесплатных консультаций и технической поддержки пользователей Mac, iPad, iPhone, Apple Watch, iPod или Apple TV. Все работы выполняются «гениями» (англ. genius) — специально подготовленными сотрудниками фирмы Apple. Первые Genius Bar открыты в 2001 году.
Согласно исследованиям, проведённым в 2012 году NPD, 9 из 10 владельцев устройств Apple собираются купить ещё одно устройство производства этой компании после визита в Genius Bar.
Аналогичный сервис в Microsoft Store называется Guru Bar.